# CD81
CD81 — мембранный белок из надсемейства тетраспанинов, продукт гена человека TSPAN28. 

## Тканевая специфичность
Экспрессируется гематопоэтическими, эндотелиальными и эпителиальными клетками. Отсутствует на эритроцитах, тромбоцитах и нейтрофилах.

## Функция
Играет роль в клеточном развитии, активации, росте и подвижности, может образовывать комплексы с интегринами.

## Структура
Белок CD81 состоит из 236 аминокислот, молекулярная масса — 25,8 кДа. Оба N- и C-концевые участки локализуются в цитоплазме.
Связывается с TSPAN4, CD19, CD9, PTGFRN, CD117 и CD29.

## Клиническое значение
Белок играет важную роль в прикреплении вируса гепатита C HCV к клетке посредством взаимодействия большой внеклеточной петли белка с вирусным гетеродимерным гликопротеином E1/E2. Причём CD81 является лишь первичной мишенью для вируса HCV, который позже медленно проникает в клетку.

## См.также
- Тетраспанины
- Кластер дифференцировки